# 1986 في تركيا
فيما يلي قوائم الأحداث التي وقعت خلال عام 1986 في تركيا.

## سياسة

### انتهاء فترة المنصب
- 10 نوفمبر – طيار آلتي قولاج رئيس منظمة الشؤون الدينية التركية ‏.

## مواليد

### يناير
- 13 يناير – دويغو شيتينكايا ممثلة تركية.[1]

### فبراير
- 9 فبراير – ايرم ساق ممثلة تركية.[2]
- 23 فبراير – سرهات شتين لاعب كرة سلة تركي.
- 24 فبراير – محمد باتدال لاعب كرة قدم تركي.[3]

### مارس
- 2 مارس – دينيز قداح لاعب كرة قدم ألماني.[4]
- 3 مارس – محمد توبال لاعب كرة قدم تركي.[5]

### أبريل
- 1 أبريل – أوزغه أوزبيرينتشجي ممثلة تركية.
- 1 أبريل – يلدز جاغري عتيقسوي ممثلة تركية.
- 18 أبريل – آدم كيليشي ملاكم تركي.

### مايو
- 7 مايو – هاكان ديميريل لاعب كرة سلة تركي.
- 8 مايو – بيمرا أوزجن لاعبة كرة مضرب تركية.
- 17 مايو – مرت آلتنشك ممثل تركي.

### يونيو
- 2 يونيو – سافاش كايا ملاكم تركي.
- 6 يونيو – ديدم راقصة تركية.
- 23 يونيو – يوفوك جيلان لاعب كرة قدم تركي.[6]

### يوليو
- 4 يوليو – عمر عاشق لاعب كرة سلة تركي.
- 13 يوليو – ياكوب كيليتش ملاكم تركي.
- 17 يوليو – أوزلم يلماز ممثلة تركية.[7]
- 20 يوليو – نور الله كايا لاعب كرة قدم تركي.[8]
- 28 يوليو – سميح إردن لاعب كرة سلة تركي.

### أغسطس
- 7 أغسطس – سونر شنتورك لاعب كرة سلة تركي.
- 15 أغسطس – جيهون ألتاي لاعب كرة سلة تركي.

### سبتمبر
- 28 سبتمبر – أنجين أوزتورك ممثل تركي.[9]

### أكتوبر
- 24 أكتوبر – أحمد أردوغان لاعب كرة سلة تركي.
- 26 أكتوبر – جيمس جست لاعب كرة سلة من الولايات المتحدة الأمريكية.

### نوفمبر
- 3 نوفمبر – باريش إيسن لاعب شطرنج تركي.
- 17 نوفمبر – ديفران تاناتشان لاعبة كرة سلة تركية.

### ديسمبر
- 14 ديسمبر – أتاغون ياجينكايا ملاكم تركي.
- 26 ديسمبر – سيلين سويدر[10]

## وفيات

### يناير
- 25 يناير – ألفرد هوبر (مواليد 1910) لاعب كرة قدم ألماني.

### يوليو
- 15 يوليو – ألفونسو ثييل (مواليد 1920)

### أغسطس
- 22 أغسطس – جلال بايار (مواليد 1883) رئيس تركي سابق.[11]